# Claremont Colleges

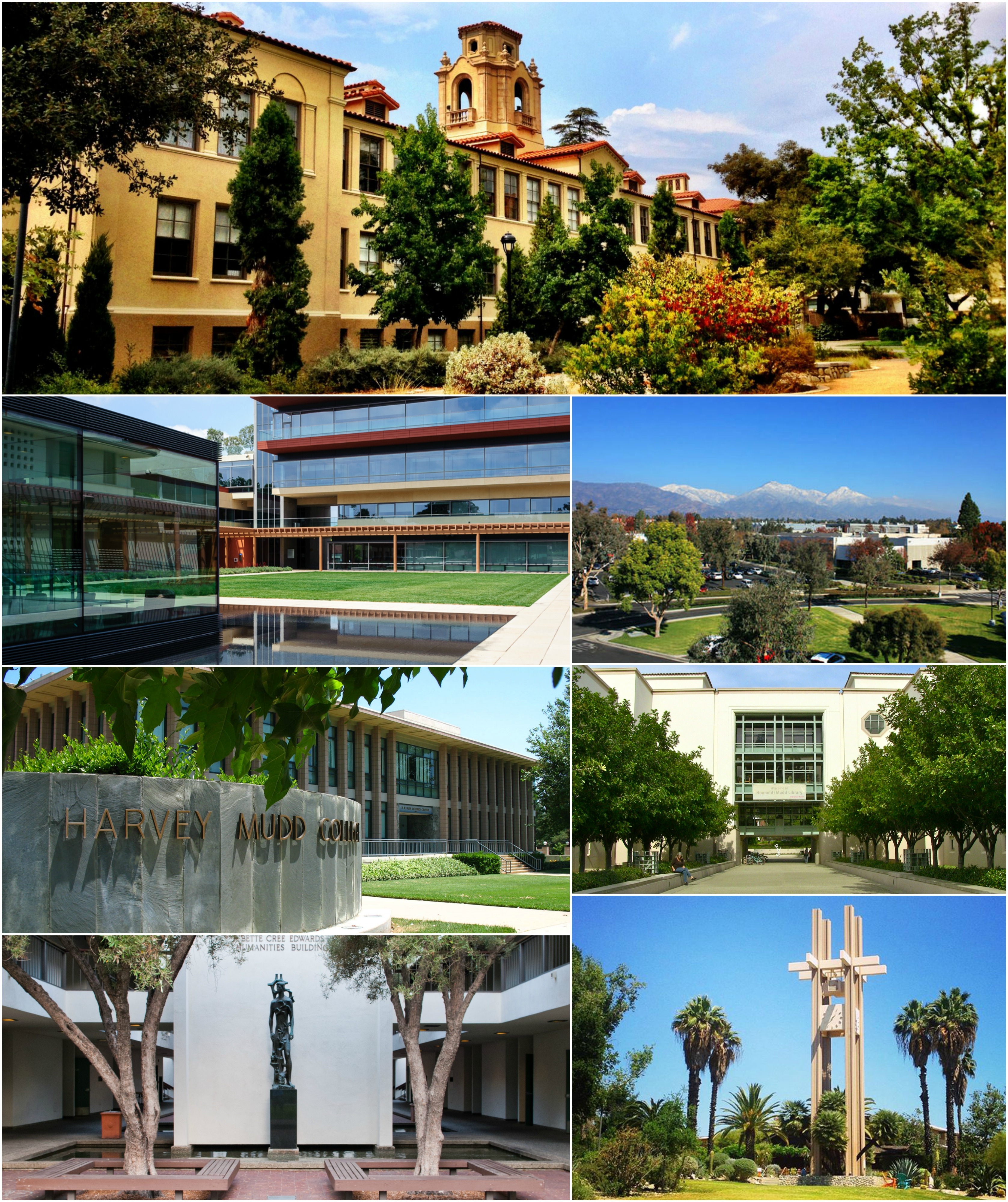
Dans le sens des aiguilles d'une montre, en partant du haut : Collège Pomona, Keck Graduate Institute, Bibliothèque Honnold-Mudd, Collège Pitzer, Collège Scripps, Collège Harvey Mudd, Collège Claremont McKenna.

Claremont Colleges (familièrement appelés les 7C ) est un consortium de sept établissements d'enseignement supérieur très sélectifs situés à Claremont, en Californie, aux États-Unis. Ils comprennent cinq collèges de premier cycle (les 5C ) - Pomona College, Scripps College, Claremont McKenna College (CMC), Harvey Mudd College et Pitzer College - et deux écoles supérieures - Claremont Graduate University (CGU) et Keck Graduate Institute (KGI). Tous les membres sauf KGI ont des campus adjacents qui couvrent ensemble environ 2,6 km2.  
Le consortium a été fondé en 1925 par James A. Blaisdell, président de Pomona, qui a proposé un projet universitaire inspiré de l’Université d'Oxford. Il cherchait à fournir la spécialisation, la souplesse et l'attention personnelle que l'on retrouve généralement dans les petites universités, mais avec les ressources d'une grande université. Aujourd'hui, le consortium compte environ 7 700 étudiants et 3 600 professeurs et employés, et propose plus de 2 000 cours par semestre. 